# 阔柄杜鹃
阔柄杜鹃（学名：Rhododendron platypodum）为杜鹃花科杜鹃花属下的一个种。

## 扩展阅读
- 維基物種上的相關：阔柄杜鹃